# Gulftown
Intel Core i9 (Gulftown o Westmere-EP) és un processador de sis microprocessadors d'Intel, que fa servir l'arquitectura Westmere. Al contrari que el seu predecessor, l'Intel Core i7, està fabricat en 32 nm i és capaç d'executar fins a 12 fils en paral·lel.

## processador
Les primeres xifres indiquen que a velocitats de rellotge equivalents, segons el programari, té un rendiment fins a un 50% més alt que el quad-core idèntics dels Bloomfield Core i7-975. Tot i tenir un 50% més de transistors, la CPU es beneficia enormement del procés de 32 nm, aconseguint la mateixa potència (fins i tot depenent del sistema operatiu) que els seus predecessors de Bloomfield amb només quatre nuclis. El thermal design power (TDP) de tots els models previstos és de 130 watts.
Westmere-EP és el primer processador de dos socket de sis nuclis d'Intel, després dels processadors quad-core Bloomfield i Gainestown (també conegut com a Nehalem-EP) utilitzant el mateix socket LGA 1366, mentre que el processador de sis nuclis Dunnington és amb multisocket Socket 604. El número de model ampliat CPUID és 44 (2Ch) i s'utilitzen dos codis de producte, 80613 pels models UP escriptori/servidor i 80614 per la sèrie Xeon 5600 de servidors DP. En alguns models, només quatre dels sis nuclis estan habilitats.
El 2015, els processadors de les sèries Xeon 3600 i 5600 de Westmere-EP s'han convertit en una mica en buscats com a ruta d'actualització de plaques base X58 més antigues. En molts casos, el suport adequat del BIOS ha permès als usuaris encaixar aquests processadors de 6 nuclis en plaques dissenyades originalment per a processadors de 2 o 4 nuclis. En les càrregues de treball completament roscades, el rendiment total del sistema augmenta en un valor igual al nombre de nuclis afegits (és a dir, passant d'una 4-core de 2,6 GHz a un 6-core de 2,6 GHz permetria un 50% més de potència total de processament). Amb el suport adequat de la BIOS i els components de suport correctes, molts usuaris han notificat un potencial d'overclocking substancial, sovint tan elevat com els 4,4 GHz mantenint-se dins de les tensions màximes permeses d'Intel (no superior a 1,35 V per al nucli o al disc).
| Nom clau | Procés de fabricació | Nuclis (tasques) | Velocitat de rellotge (GHz) | Preu | Cache | Controlador de memòria | TDP    | Socket  | Data de sortida |
| -------- | -------------------- | ---------------- | --------------------------- | ---- | ----- | ---------------------- | ------ | ------- | --------------- |
| Gulftown | 32nm                 | 6 (12)           | 2,4?                        | -    | 12MB? | 3x DDR3 800-1066 MT/s? | 130 W? | LGA1366 | Q1 2010?        |